# August Grotefend
Friedrich August Ludwig Adolf Grotefend (* 12. Dezember 1798 in Ilfeld; † 28. Februar 1836 in Göttingen) war ein deutscher Philologe.
August Grotefend war ein Sohn des Konrektors des Pädagogiums in Ilfeld und späteren Generalsuperintendenten Johann Gregor Grotefend (1766–1837) und seiner Ehefrau Luise geb. Meißner (1768–1836), einer Tochter des Rektors des Pädagogiums Karl Friedrich Meißner. Sein Vater war ein Bruder von Georg Friedrich Grotefend, dem Entzifferer der Keilschrift. August wurde etwa 1825 Mitglied des Frankfurtischen Gelehrtenvereins für deutsche Sprache, nachdem dessen Leitung von seinem Onkel in die Hand von Herling übergegangen war.
Grotefend ging in Clausthal zur Schule und studierte in Göttingen Theologie und Philologie. 1820 gewann er den ersten Preis der von der Fakultät gestellten theologischen Aufgabe, indem er die platonische und die christliche Ethik verglich. Die Schulbehörde wurde dadurch auf ihn aufmerksam und machte ihn 1821, nachdem er ein Jahr als Hauslehrer gearbeitet hatte, zum Collaborator und 1826 zum Konrektor am Ilfelder Pädagogium. Von 1831 an war er Direktor des Göttinger Gymnasiums. Hier erhielt er 1835 auch eine außerordentliche Professur an der Georg-August-Universität, doch starb er, der bereits einige Jahre bei schwacher Gesundheit gewesen war, bereits am 28. Februar 1836.
Er war verheiratet mit Luise geb. Nöldeke (1802–1875), einer Tochter des Pastors Johann Christoph Nöldeke (1760–1814) in Suderburg. Der Sohn Georg August Grotefend war als Autor über das preußische Verwaltungsrecht bekannt.

## Veröffentlichungen (Auswahl)
- Commentatio in qua doctrina Platonis ethica cum Christiana comparatur. Vandenhoeck & Ruprecht, Göttingen 1820. (Digitalisat)
- Materialien lateinischer Stylübungen, für die höheren Classen der Gelehrtenschulen. Hannover 1824.
- Commentar zu den Materialien lateinischer Stylübungen. Hannover 1825. (Digitalisat)
- Grundzüge einer neuen Satztheorie, in Beziehung auf die Theorie des Herrn Prof. Herling dargestellt. Hannover 1827. (Digitalisat)
- Ausführliche Grammatik der lateinischen Sprache zum Schulgebrauche. Erster Theil. Die Lehre vom Worte. Hannover 1829. (Digitalisat)
- Ausführliche Grammatik der lateinischen Sprache zum Schulgebrauche. Zweiter Theil. Die Lehre vom Satze. Hannover 1830.
- Lateinische Schulgrammatik. Hahn, Hannover 1833. (Digitalisat)

## Belege
1. ↑  Meißner war ab 1768 Rektor; er starb am 31. Oktober 1788. ( Programm des Königlichen Pädagogiums zu Ilfeld. Ostern 1853, S. 74; Allgemeine Deutsche Bibliothek Band 85, Teil 1, 1789, S. 308.)
2. ↑  eingeschrieben als „August Grotefend“ am 1. April 1817 (Die Matrikel der Georg-August-Universität zu Göttingen 1734–1837. Hildesheim 1937, S. 578).
3. ↑  Vgl. geneanet.

| Personendaten    | Personendaten                                                 |
| ---------------- | ------------------------------------------------------------- |
| NAME             | Grotefend, August                                             |
| ALTERNATIVNAMEN  | Grotefend, Friedrich August Ludwig Adolf (vollständiger Name) |
| KURZBESCHREIBUNG | deutscher Philologe                                           |
| GEBURTSDATUM     | 12. Dezember 1798                                             |
| GEBURTSORT       | Ilfeld                                                        |
| STERBEDATUM      | 28. Februar 1836                                              |
| STERBEORT        | Göttingen                                                     |